# Nissan 350Z
O 350Z (conhecido no Japão como Fairlady Z33), é um carro esportivo fabricado pela Nissan, produzido entre 2001 e 2009. O 350Z é o quinto da geração da linhagem Nissan Z, inicialmente introduzido em 1969 (como um modelo ano 1970) como o Datsun 240Z. O 350Z entrou em produção no final de 2001.
O 350Z entre 2003 e 2007 foi fabricado com o motor VQ35DE de 280 V6 de 3.5L e entre 2008 e 2009 com o famoso VQ35HR de V6 com os 312 cv, este atingindo os 100km/h em apenas 6,54 segundos.
O carro tem modelos da subdivisão NISMO (Nissan Motorsport) sendo que esses tem modificações pensadas em um desempenho esportivo como motor mais potente, rodas NISMO, aerofólio e alguns outros detalhes no interior e exterior do carro.

## Especificações
|             | 2003-04 | 2005 | 2006 | 2007 | 2008 |
| ----------- | --- | --- | --- | --- | --- |
| Modelos     | | 350Z (base), Enthusiast, Performance, Touring, Track, Anniversary | 350Z (base), Enthusiast, Touring, Grand Touring, Track | Coupé: Base, Enthusiast, Touring, Grand Touring, NISMO Conversível: Enthusiast, Touring, Grand Touring                                                                             | Coupé: Base, Enthusiast, Touring, Grand Touring, NISMO Conversível: Enthusiast, Touring, Grand Touring                                                                             |
| Propulsor   | | | | | |
| Motor       | VQ35DE 3,5 L V6 291 CV a 6.200 rpm par de 371 Nm a 4.800 rpm versão americana. A versão europeia produz 284 CV.                                               | VQ35DE 3,5 L V6 291 CV a 6.200 rpm par de 371 Nm a 4.800 rpm versão americana. A versão europeia produz 284 CV. VQ35DE 3,5 L V6 304 CV a 6.400 rpm par de 350 Nm a 4.800 rpm | VQ35DE 3,5 L V6 304 CV a 6.400 rpm par de 350 Nm a 4.800 rpm versão americana. A versão europeia produz 310 CV.                                                                    | VQ35HR 3,5 L V6 310 CV a 6.800 rpm par de 363 Nm a 4.800 rpm versão americana. A versão europeia produz 317 CV.                                                                    | VQ35HR 3,5 L V6 310 CV a 6.800 rpm par de 363 Nm a 4.800 rpm versão americana. A versão europeia produz 317 CV.                                                                    |
| Transmissão | Manual de 6 velocidades, Automática de 5 velocidades | Manual de 6 velocidades, Automática de 5 velocidades | Manual de 6 velocidades, Automática de 5 velocidades | Manual de 6 velocidades, Automática de 5 velocidades | Manual de 6 velocidades, Automática de 5 velocidades |
| Dimensões   | | | | | |
| Peso vazio  | Coupé: 1.446 kg (Base) 1.450 kg (Enthusiast) 1.459 kg (Performance) 1.473 kg (Touring) 1.463 kg (Track) Conversível: 1.555 kg (Enthusiast) 1.570 kg (Touring) | Coupé: 1.446 kg (Base) 1.450 kg (Enthusiast) 1.459 kg (Performance) 1.473 kg (Touring) 1.463 kg (Track) Conversível: 1.555 kg (Enthusiast) 1.570 kg (Touring)                | Coupé: 1.515 kg (Base) 1.518 kg (Enthusiast) 1.542 kg(Touring) 1.544 kg (Grand Touring) 1.521 kg (NISMO) Conversível: 1.624 kg(Enthusiast) 1.633 kg(Tour) 1.634 kg (Grand Touring) | Coupé: 1.515 kg (Base) 1.518 kg (Enthusiast) 1.542 kg(Touring) 1.544 kg (Grand Touring) 1.521 kg (NISMO) Conversível: 1.624 kg(Enthusiast) 1.633 kg(Tour) 1.634 kg (Grand Touring) | Coupé: 1.515 kg (Base) 1.518 kg (Enthusiast) 1.542 kg(Touring) 1.544 kg (Grand Touring) 1.521 kg (NISMO) Conversível: 1.624 kg(Enthusiast) 1.633 kg(Tour) 1.634 kg (Grand Touring) |

## Uso polícial

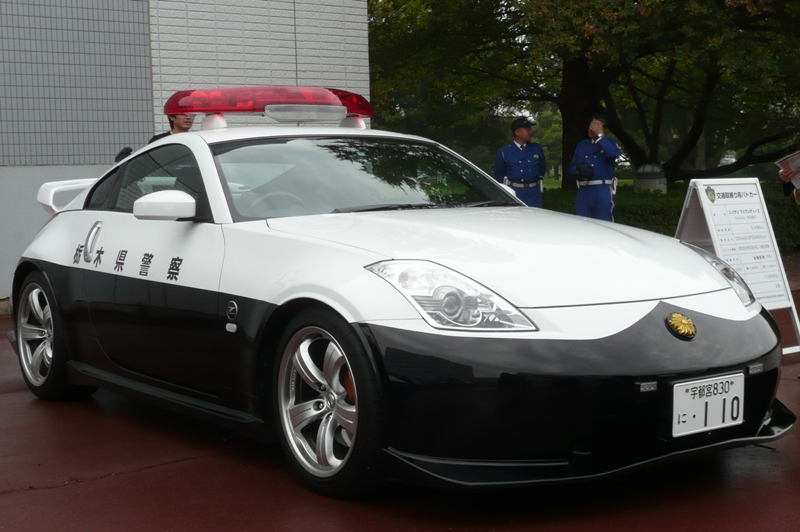
Nissan Fairlady Z modificado sendo usado no Japão como carro de polícia.

Uma versão Z33 também foi utilizada pela força polícial de Tochigi.

## Publicidades e promoções
Para promover o 350Z, a Nissan lançou um curta-metragem, "The Run", com um modelo 2003 sendo conduzido em alta velocidade pelas ruas da cidade. Foi filmado na ruas de calçada estreita de Praga, na República Checa.